# Kleinwarasdorf
Kleinwarasdorf (kroatisch Mali Borištof; ungarisch Borisfalva, Kisbarom) ist eine Ortschaft und eine Katastralgemeinde der Gemeinde Großwarasdorf im Bezirk Oberpullendorf im Burgenland.

## Geografie
Der Ort befindet sich östlich von Großwarasdorf an der Quelle des Nikitschbaches und wird von der Landesstraße L260 erschlossen.

## Geschichte
Der erstmals 1194 im Zusammenhang mit der Stiftung von Kloster Marienberg genannte Ort hat eine slawische Vorgeschichte, denn der slawische Begriff „Baran“ und bedeutet Widder, was auf Schafzucht hinweist. Laut Adressbuch von Österreich waren im Jahr 1938 in der Ortsgemeinde Kleinwarasdorf ein Bäcker, zwei Fleischer, drei Gastwirte, drei Gefügelhändler, vier Gemischtwarenhändler, eine Hebamme, ein Konsumverein, ein Maurermeister, zwei Schmiede, drei Schneider, zwei Schrotmühlen, vier Schuster, eine Sparkasse, zwei Tischler, ein Wagner und ein Landwirt mit Direktvertrieb ansässig. Bis zur Eingemeindung nach Großwarasdorf bildete der Ort eine eigene Gemeinde.

## Siedlungsentwicklung
Zum Jahreswechsel 1979/1980 befanden sich in der Katastralgemeinde Kleinwarasdorf insgesamt 621 Bauflächen mit 177.031 m² und 460 Gärten auf 236.665 m², 1989/1990 gab es 533 Bauflächen. 1999/2000 war die Zahl der Bauflächen auf 579 angewachsen und 2009/2010 bestanden 517 Gebäude auf 1306 Bauflächen.

## Bodennutzung
Die Katastralgemeinde ist landwirtschaftlich geprägt. 1.158 Hektar wurden zum Jahreswechsel 1979/1980 landwirtschaftlich genutzt und 254 Hektar waren forstwirtschaftlich geführte Waldflächen. 1999/2000 wurde auf 1.172 Hektar Landwirtschaft betrieben und 254 Hektar waren als forstwirtschaftlich genutzte Flächen ausgewiesen. Ende 2018 waren 1.098 Hektar als landwirtschaftliche Flächen genutzt und Forstwirtschaft wurde auf 269 Hektar betrieben. Die durchschnittliche Bodenklimazahl von Kleinwarasdorf beträgt 48,2 (Stand 2010).

## Sehenswürdigkeiten
Die Pfarrkirche Kleinwarasdorf wurde 1505 errichtet und ist der heiligen Anna geweiht. 1939 wurde sie zur Pfarrkirche erhoben.

## Persönlichkeiten
- Ignaz Horvath (1895–1973), Geistlicher und Abgeordneter des Ständischen Landtages, wuchs hier auf